# Anthony Greco
Anthony Greco, född 30 september 1993 i Queens, är en amerikansk professionell ishockeyspelare som spelar för Adler Mannheim i DEL. Efter att ha spelat ishockey för Ohio State University under fyra säsonger, debuterade Greco i AHL 2016 då han spelade en match för Bridgeport Sound Tigers. Mellan 2016 och 2020 spelade han främst för Springfield Thunderbirds i AHL och gjorde NHL-debut för Florida Panthers 2018. Efter att ha lämnat Thunderbirds i början av 2020 representerade Greco också Syracuse Crunch och San Jose Barracuda återstoden av säsongen.
Efter att ha skrivit ett avtal med New York Rangers inför säsongen 2020/21, tillbringade Greco två säsonger med dess farmarklubb Hartford Wolf Pack i AHL. Han spelade en match för Rangers i NHL. 2022 lämnade Greco Nordamerika och spelade därefter två säsonger i SHL; en vardera för Frölunda HC och Linköping HC. Säsongen 2024/25 inledde han med ryska HK Lada Toljatti i KHL där han spelade fram till november samma år då han gick till schweiziska EHC Biel i NL. Sedan juli 2025 tillhör han tyska Adler Mannheim.

## Karriär

### 2010–2015: Början av karriären
Mellan 2010 och 2012 spelade Greco juniorishockey i USHL för både Waterloo Black Hawks och Des Moines Buccaneers. I sin sista säsong med Buccaneers vann Greco lagets interna poängliga med 46 poäng på 58 spelade matcher. Mellan säsongerna 2012/13 och 2015/16 spelade Greco för Ohio State University. Under sin tredje säsong vann han den interna skytteligan i laget (15 mål på 36 matcher). Sista säsongen var han lagkapten för Ohio och tangerade sin poängnotering från föregående säsong (23 poäng på 36 matcher). Efter att ha avslutat säsongen med Ohio skrev Greco i april 2016 ett try out-avtal med Bridgeport Sound Tigers i AHL. Han spelade därefter endast en match för klubben och gjorde AHL-debut i Calder Cup-slutspelet i en match mot Toronto Marlies den 28 april 2016.

### 2015–2022: Spel i AHL
Inför säsongen 2016/17 anslöt Greco till den då nya klubben Springfield Thunderbirds i AHL. Han spelade sin första AHL-match för klubben den 15 oktober 2016 och blev lagets första målskytt någonsin. Thunderbirds misslyckades att ta sig till Calder Cup-slutspelet och under säsongens gång spelade Greco 74 grundseriematcher och var en av lagets främsta målskyttar. Han noterades för 31 poäng totalt, varav 16 mål.
Den 8 juni 2017 bekräftades det att Greco förlängt sitt avtal med Thunderbirds med ytterligare en säsong. I november samma år skrev han ett tvåårigt avtal med Florida Panthers i NHL. Han tillbringade dock hela säsongen i AHL och noterades vid två tillfällen för fyrapoängsmatcher (22 december 2017 och 12 januari 2018). För andra året i följd misslyckades laget att nå slutspel. Greco slutade på andra plats i lagets interna poängliga och vann den interna skytteligan. På 75 grundseriematcher stod han för 48 poäng, varav 29 mål.
Säsongen 2018/19 inledde Greco återigen med Thunderbirds i AHL. Efter att ha gått poänglös ur säsongspremiären noterades Greco därefter för nio poäng på de följande fem matcherna (fyra mål, fem assist). Den 28 november 2018 stod han för sitt första hat trick i AHL, då Bridgeport Sound Tigers besegrades med 5–2. Kort därefter, den 11 december 2018, blev han uppkallad till Panthers och gjorde NHL-debut två dagar senare i en 5–1-förlust mot Minnesota Wild. Detta kom att bli Grecos enda NHL-match denna säsong då han sedan återvände till Thunderbirds och spelade återstoden av säsongen i AHL. Den 22 mars 2019 noterades han för säsongens andra hat trick, då Binghamton Devils besegrades med 2–7. Laget missade för tredje säsongen i följd Calder Cup-slutspelet. På 75 matcher stod Greco för 59 poäng (30 mål) och vann både lagets interna poäng- och skytteliga.
Den 15 juli 2019 förlängde Greco sitt avtal med Panthers med ytterligare en säsong. Han inledde säsongen 2019/20 med Thunderbirds och noterades för 19 poäng på 37 grundseriematcher (tio mål, nio assist). Den 20 februari 2020 blev Greco bortbytt till Tampa Bay Lightning mot Danick Martel. Bara fyra dagar senare avslutades Grecos tid i Lightnings organisation då han var en del i en trade, tillsammans med ett val i förstarundan av NHL-draften 2020, till San Jose Sharks, mot Barclay Goodrow och ett val i tredjerundan. Han skickades omgående ner till Sharks farmarklubb i AHL, San Jose Barracuda. Där noterades han för fyra poäng på sju matcher innan återstoden av säsongen ställdes in till följd av Covid-19-pandemin.

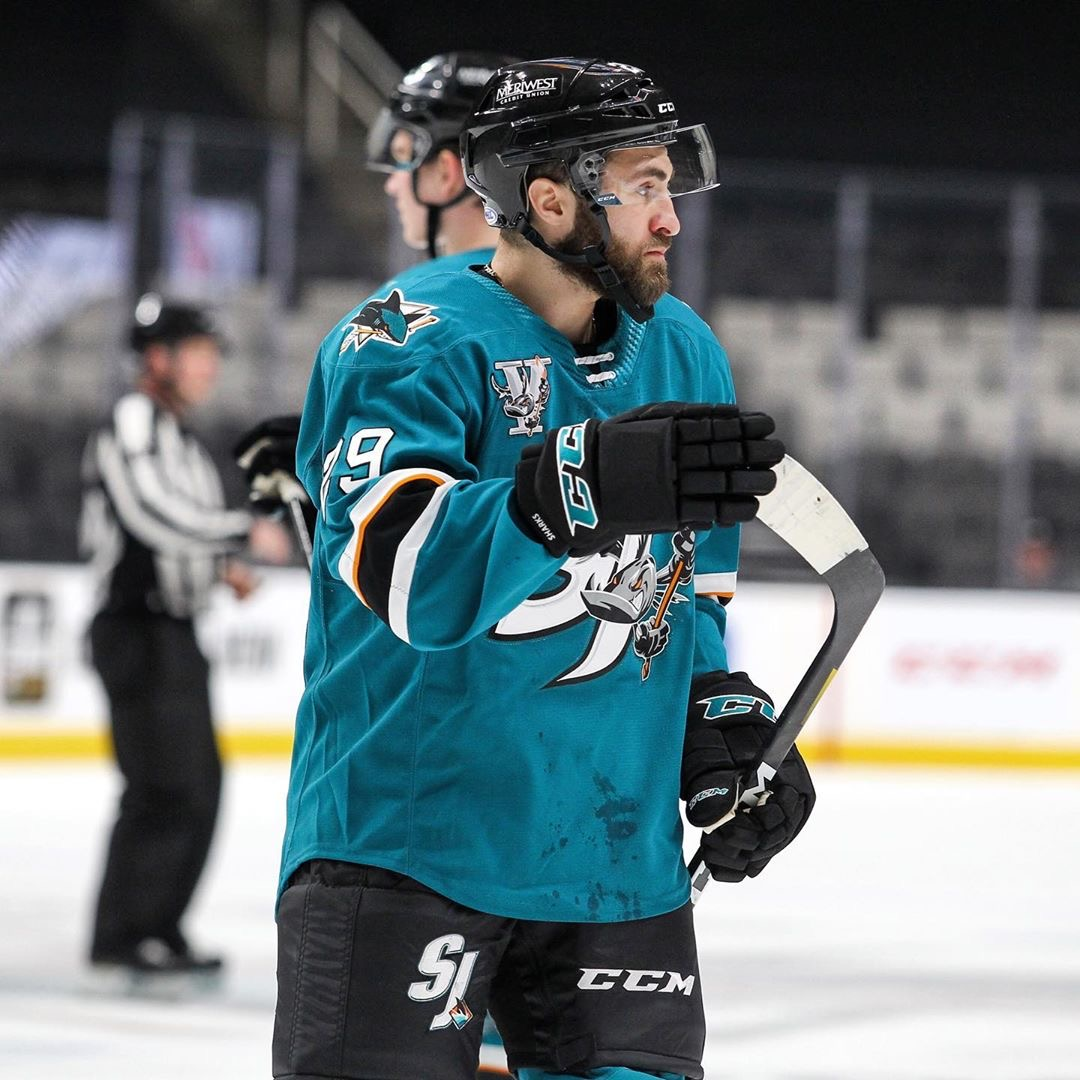
Greco med San Jose Barracuda 2020.

Den 9 oktober 2020 skrev Greco ett tvåårsavtal med New York Rangers efter att ha lämnat Sharks som free agent. På grund av den pågående pandemin startade säsongen senare och var kortare än vanligt. Inför säsongen utsågs Greco till en av de assisterande kaptenera i Rangers farmarlag, Hartford Wolf Pack, där han tillbringade hela säsongen. På 23 grundseriematcher noterades han för tre mål och elva assistpoäng. 
Greco tillbringade även den följande säsongen med Wolf Pack i AHL. Under säsongens gång blev han uppkallad till Rangers och gjorde NHL-debut med laget mot Sharks den 13 januari 2022. För sjätte säsongen i följd misslyckades Greco att ta sig till Calder Cup-slutspelet med sitt lag. Wolf Pack slutade på sjunde plats i Atlantic Division, en poäng bakom Bridgeport Islanders som var sista lag att ta sig till slutspel. I grundserien var Greco Wolf Packs poängmässigt bästa spelare och noterades för 59 poäng på 66 matcher. Med 20 gjorda mål vann han också lagets interna skytteliga.

### Från 2022: Spel i Europa
Efter sju säsonger i AHL och NHL bekräftades det den 27 juni 2022 att Greco lämnat Nordamerika och skrivit ett ettårsavtal med Frölunda HC i SHL. Greco gjorde SHL-debut den 17 september samma år, i en match mot Timrå IK. Senare samma månad, den 27 september, noterades han för sitt första mål i serien, på Adam Åhman, i en 3–1-seger mot Växjö Lakers HC. Totalt spelade han 47 grundseriematcher för Frölunda och vann lagets interna skytteliga med 13 gjorda mål. Han slutade på tredje plats i Frölundas interna poängliga i grundserien med totalt 25 poäng. I det följande SM-slutspelet slog Frölunda, som slutade på sjätte plats i grundserien, ut Färjestad BK med 4–3 i kvartsfinalserien. I semifinal föll man dock mot Växjö Lakers med 4–2 i matcher. På åtta slutspelsmatcher var Greco Frölundas poängmässigt bästa spelare (8). Tillsammans med Loui Eriksson och Filip Hasa vann han också den interna skytteligan (4).
Den 23 oktober 2023 stod det klart att Greco skrivit ett ettårskontrakt med seriekonkurrenten Linköping HC. Han spelade 33 grundseriematcher för klubben och noterades för 15 poäng, varav sex mål. I januari 2024 blev han avstängd under två matcher efter en kollision med motståndaren Lucas Elvenes, i en match mot Leksands IF. I SM-slutspelet slogs Linköping ut i kvartsfinalserien mot Skellefteå AIK med 4–0 i matcher. Greco gick poänglös ur dessa fyra matcher.
Den 1 juli 2024 bekräftades det att Greco skrivit ett ettårsavtal med den ryska klubben HK Lada Toljatti i KHL. Han gjorde KHL-debut den 5 september samma år i en 0–3-förlust mot Lokomotiv Jaroslavl. Två dagar senare stod han för sitt första mål i ligan, på Artemy Pleshkov, i en 1–3-förlust mot SKA Sankt Petersburg. Han spelade totalt 19 matcher för Toljatti och noterades för ett mål och tre assistpoäng innan han lämnade klubben i slutet av november 2024. Kort därefter, den 28 november, stod det klart att Greco skrivit ett avtal med den schweiziska klubben EHC Biel i NL för återstoden av säsongen. Han gjorde debut för klubben månaden därpå, den 5 december, och noterades för sitt första mål i NL två dagar senare, på Ludovic Waeber, i en 5–0-seger mot EHC Kloten. På 24 matcher för Biel noterades Greco för 15 poäng, varav tolv mål. Laget misslyckades att ta sig till slutspel.
Den 14 juli 2025 meddelades det att Greco skrivit ett tvåårsavtal med den tyska klubben Adler Mannheim i DEL.

## Statistik
| 2015–16    | Bridgeport Sound Tigers  | AHL        | —  | —  | —  | —  | —  | 1  | 0 | 0 | 0 | 0 |
| 2016–17    | Springfield Thunderbirds | AHL        | 74 | 16 | 15 | 31 | 41 | —  | — | — | — | — |
| 2017–18    | Springfield Thunderbirds | AHL        | 75 | 29 | 19 | 48 | 26 | —  | — | — | — | — |
| 2018–19    | Springfield Thunderbirds | AHL        | 75 | 30 | 29 | 59 | 25 | —  | — | — | — | — |
| 2018–19    | Florida Panthers         | NHL        | 1  | 0  | 0  | 0  | 0  | —  | — | — | — | — |
| 2019–20    | Springfield Thunderbirds | AHL        | 37 | 10 | 9  | 19 | 12 | —  | — | — | — | — |
| 2019–20    | Syracuse Crunch          | AHL        | 3  | 0  | 1  | 1  | 0  | —  | — | — | — | — |
| 2019–20    | San Jose Barracuda       | AHL        | 7  | 1  | 3  | 4  | 2  | —  | — | — | — | — |
| 2020–21    | Hartford Wolf Pack       | AHL        | 23 | 3  | 11 | 14 | 2  | —  | — | — | — | — |
| 2021–22    | Hartford Wolf Pack       | AHL        | 66 | 20 | 38 | 58 | 10 | —  | — | — | — | — |
| 2021–22    | New York Rangers         | NHL        | 1  | 0  | 0  | 0  | 0  | —  | — | — | — | — |
| 2022–23    | Frölunda HC              | SHL        | 47 | 13 | 12 | 25 | 16 | 13 | 4 | 4 | 8 | 0 |
| 2023–24    | Linköping HC             | SHL        | 33 | 6  | 9  | 15 | 35 | 4  | 0 | 0 | 0 | 0 |
| 2024–25    | HK Lada Toljatti         | KHL        | 19 | 1  | 3  | 4  | 2  | —  | — | — | — | — |
| 2024–25    | EHC Biel                 | NL         | 24 | 12 | 3  | 15 | 2  | —  | — | — | — | — |
| SHL totalt | SHL totalt               | SHL totalt | 80 | 19 | 21 | 40 | 51 | 17 | 4 | 4 | 8 | 0 |
| NHL totalt | NHL totalt               | NHL totalt | 2  | 0  | 0  | 0  | 0  | —  | — | — | — | — |